# Ônibus de trânsito rápido no Brasil

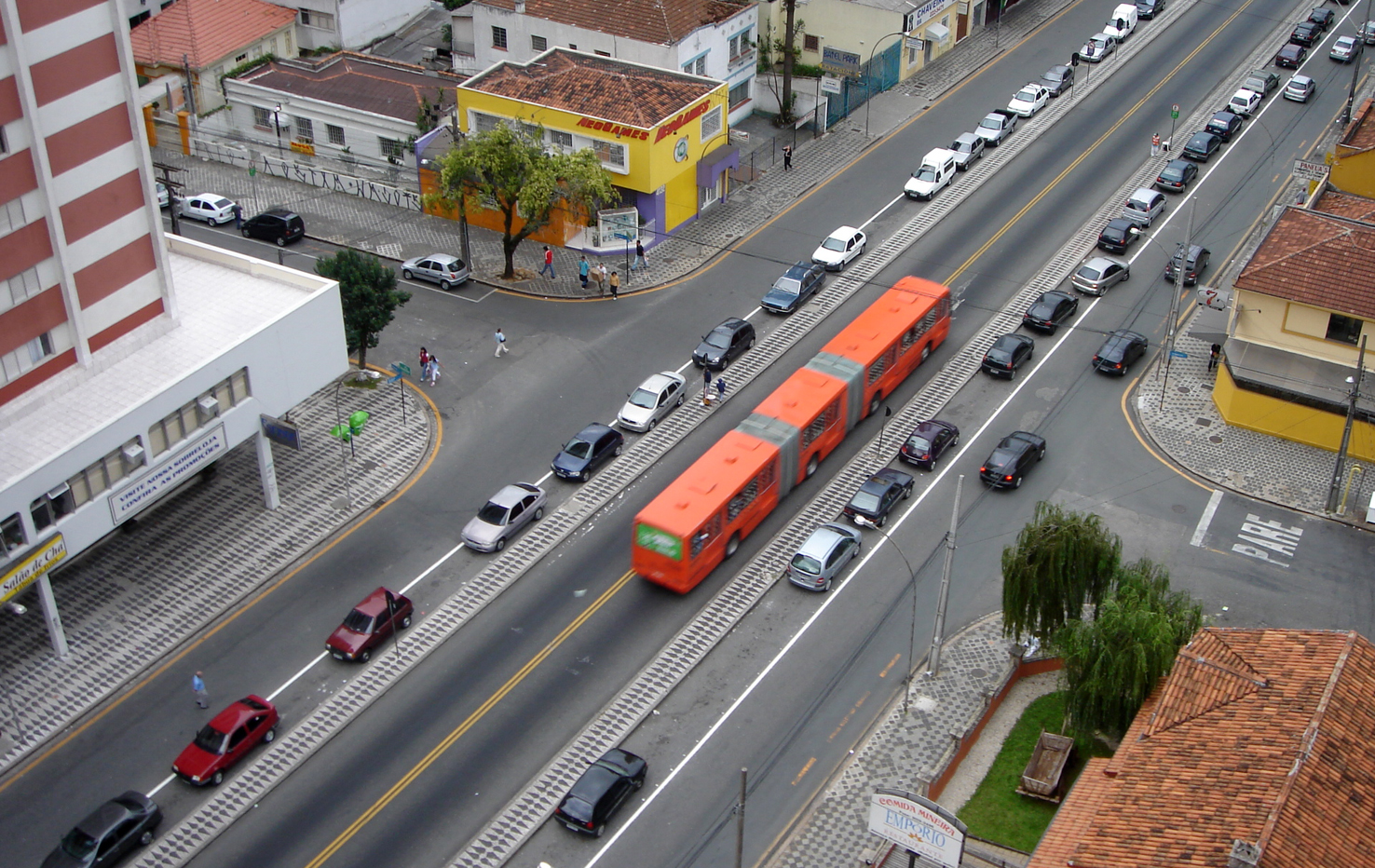
Sistema de BRT em Curitiba.

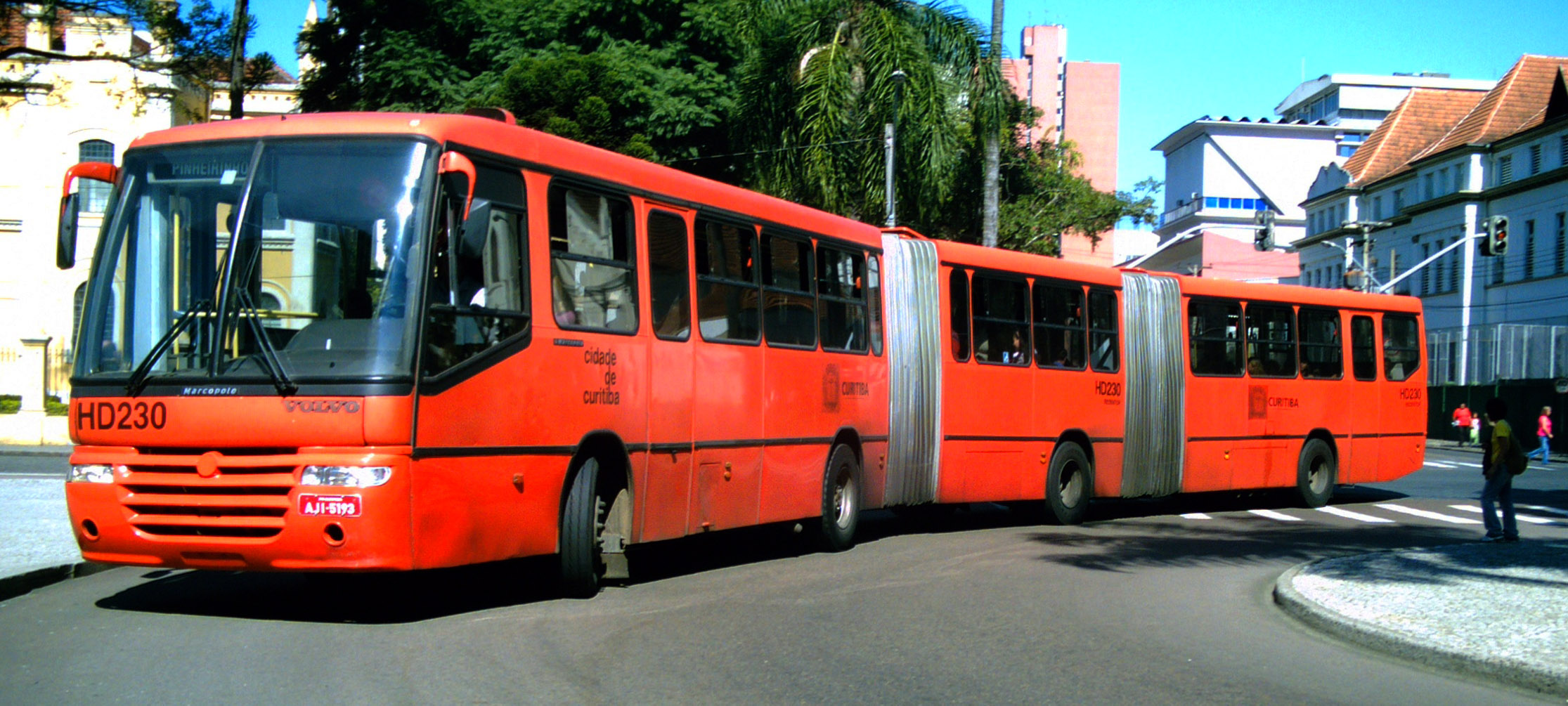
Um ônibus bi-articulado em Curitiba.

O primeiro sistema de ônibus de trânsito rápido no Brasil (BRT) foi construído em 1974 na cidade de Curitiba pelo então prefeito, o arquiteto Jaime Lerner, e se tornou o segundo sistema de BRT do mundo. O objetivo do sistema é de fornecer a alta qualidade de sistemas ferroviários em um custo comparável com de um ônibus. O sucesso em Curitiba inspirou a implementação de sistemas semelhantes em mais de 100 cidades ao redor do mundo, incluindo as cidades brasileiras de São Paulo, Rio de Janeiro, Belo Horizonte, Porto Alegre, Manaus, Goiânia, Aracaju, Salvador, Recife, e Brasília.